# ایرج قانونی
ایرج قانونی (متولد ۱۳۳۷ در تهران) نویسنده، مترجم و پژوهشگر حوزه فلسفه است. او دانش‌آموخته لیسانس حقوق قضایی از دانشگاه تهران است. وی به واسطه‌ ترجمه آثار مارتین هایدگر و فریدریش نیچه از آلمانی به فارسی و جستارنویسی در حوزه‌ی فلسفه در ایران شناخته شده است. 

## آثار

### ترجمه‌
- نیچه ۱، مارتین هایدگر، نشر آگه، چاپ چهارم ۱۳۹۸
- نیچه ۲، مارتین هایدگر، نشر آگه، چاپ سوم ۱۳۹۸
- آخرین یادداشت‌ها، فریدریش نیچه، نشر آگه، چاپ سوم ۱۳۹۹

- هنر دوران مدرن: فلسفه هنر از کانت تا هایدگر، ژان ماری شفر، نشر آگه، چاپ چهارم ۱۳۹۷
- شرح انتقادی فلسفه لایبنیتس به ضمیمه قطعات برجسته، برتراند راسل، نشر مهر ویستا، ۱۳۹۸
- کلبه هایدگر، ادم شار، نشر ثالث، ۱۳۹۴
- دربارهٔ روح، هایدگر و این مسئله، ژاک دریدا، نشر ثالث، ۱۳۹۱
- راهنمایی بر پژوهش‌های فلسفی ویتگنشتاین، ماری مک گین، نشر نی، نشر علم
- کتاب‌های آبی و قهوه ای: تمهیدات پژوهش‌های فلسفی، لودویگ وینگنشتاین، نشر نی، چاپ پنجم ۱۳۹۸
- جستارهایی در رسانه: دین و رسانه، گروه مؤلفان و مترجمان، نشر حوزه علمیه قم: مرکز مطالعات و تحقیقات ادیان و مذاهب، ۱۳۹۱

### تألیف‌
- کلمه و چیزها، نشر علم، چاپ ۱۳۸۸
- حقیقت تازیانه و نیچه، آسو، ۴ دی ۱۳۹۸ [۶]
- نیچه، و «بازگشت جاودانِ همان» عشق، سالومه، آسو،  ۱۵ آذر ۱۳۹۸ [۷]
- سفر، فراموشی و یاد، آسو،  ۱۵ شهریور ۱۳۹۸ [۸]
- طاهره، و آزادی در اسارت، دفترهای نشر آسو شماره‌ ۱، صفحه ۷۹ [۹]
- هنر در باغ؛ بوستان هنرمندان و زبان‌آوری‌اش، آسو، ۲۹ مرداد ۱۳۹۸ [۱۰]
- صلح و دوستی با انسان‌ها؛ معنای پارک، آسو، ۱۷ مرداد ۱۳۹۸ [۱۱]
- فلسفه‌ در باغ؛ گفتگوی بیهوده با درخت، آسو،  ۸ خرداد ۱۳۹۸ [۱۲]
- فلسفه در باغ؛ باغِ ناپیدا، آسو، ۲۶ خرداد ۱۳۹۸ [۱۳]
- به سوی بوستان هنرمندان، آسو، ۱۸ مهر ۱۳۹۷ [۱۴]
- من‌ام کوروش، شاه شاهان، شاه بزرگ، شاه چهارگوشه‌ی جهان، آسو، ۱۷ مرداد ۱۳۹۷ [۱۵]
- منشور کوروش و دلالت‌هایش: همدلی و طبیعی بودن، آسو، ۲۰ دی ۱۳۹۷ [۱۶]
- دست اگر دست است، سایت مستقل تحلیلی خبری زیتون،  ۱ تیر ۱۳۹۵ [۱۷]
- دستِ متفکر و دستِ عمل، سایت مستقل تحلیلی خبری زیتون، ۱۲ تیر ۱۳۹۵ [۱۸]
- دست و زبان، سایت مستقل تحلیلی خبری زیتون، ۳ مرداد ۱۳۹۵  [۱۹]
- از دست و زبان که برآید، سایت مستقل تحلیلی خبری زیتون، ۳۰ مرداد ۱۳۹۵ [۲۰]
- عشق، امر محال و پیروزی شکست، رادیو زمانه، ۱۷ دی ۱۳۸۹ [۲۱]
- نیاز انسان معاصر به فلسفه و کلمه، رادیو زمانه، رادیو زمانه، رادیو زمانه، ۱۷ تیر ۱۳۹۳ [۲۲]
- نگاه نیچه، رادیو زمانه، ۳ تیر ۱۳۹۳ [۲۳]
- «نقد ساختار اندیشه: گفتگوهایی با علی میرسپاسی، محمد نقی‌زاده، مرتضی فرهادی، عبدالکریم رشیدیان، ایرج قانونی، فاطمه ولیانی و عباس منوچهری»، محمد نجاری، علیرضا جاوید، نشر آشیان، ۱۳۸۸
- صدای پیش از باران: تحلیل فلسفی شعر  نیما، اطلاعات حکمت و معرفت اسفند ۱۳۸۶ شماره ۱۲ (پیاپی۲۴) [۲۴]
- زلزله و  سایه‌اش، نامه فرهنگ ۱۳۸۲ شماره ۴۹  [۲۵]
- چه کتابهای خوبی می خوانم: چرا من اینقدر خوب کتاب می خوانم!، نامه فرهنگ تابستان ۱۳۸۱ شماره ۴۴ [۲۶]

### ویرایش
- الهیات و نظریه اجتماعی، جان میلبنک، شهناز مسمی پرست (مترجم) و شهرزاد قانونی (مترجم)، ایرج قانونی (ویراستار)، انتشارات ترجمان، چاپ دوم ۱۳۹۷